# 石川次夫
石川 次夫（いしかわ つぎお、1915年（大正4年）3月30日 - 1974年（昭和49年）3月28日）は、日本の労働運動家、政治家。衆議院議員（4期）。

## 経歴
茨城県で生まれた。1935年、東京商科大学専門部を卒業。
日立製作所に入社し、多賀工場厚生課長、同勤労課長、同企業課長を歴任。その後、茨城県議会議員に選出され三期務めた。
1958年4月、第28回衆議院議員総選挙で茨城県第二区から日本社会党所属で立候補して当選。その後、第29回、第31回、第32回総選挙でも当選し、衆議院議員を通算四期務めた。この間、日本社会党政審科学技術政策委員長、同総合エネルギー政策委員会事務局長、同党茨城県連書記長、同委員長、電機労連顧問、日本社会党茨城県本部顧問などを務めた。
1974年（昭和49年）3月28日、死去した。58歳没。同年4月2日、特旨を以て位記を追賜され、死没日付をもって従四位勲二等に叙され、瑞宝章を追贈された。